# Résolution 838 du Conseil de sécurité des Nations unies
Membres permanents
- Chine
- États-Unis
- France
- Royaume-Uni
- Russie

Membres non permanents
- Brésil
- Cap-Vert
- Djibouti
- Espagne
- Hongrie
- Japon
- Maroc
- Nouvelle-Zélande
- Pakistan
- Venezuela

Résolution no 837 Résolution no 839
La résolution 838 du Conseil de sécurité des Nations unies, adoptée à l'unanimité le 10 juin 1993, après avoir réaffirmé la résolution 713 (1991) et toutes les résolutions ultérieures sur la situation dans l'ex-Yougoslavie et en particulier en Bosnie-Herzégovine, a discuté des options de déploiement d'observateurs internationaux sur les frontières de la Bosnie-Herzégovine pour garantir la mise en œuvre des résolutions antérieures du Conseil de sécurité.
Le Conseil a réitéré ses exigences dans les résolutions 752 (1992) et 819 (1993) qui appelaient à la fin de l'ingérence étrangère en Bosnie-Herzégovine et à la république fédérale de Yougoslavie (Serbie et Monténégro) de cesser de fournir des armes et du matériel militaire aux paramilitaires Serbes de Bosnie. unités respectivement. Les violations des résolutions 757 (1992), 787 (1992) et 820 (1993) ont été condamnées, impliquant des actions qui ont eu lieu entre la République fédérale de Yougoslavie (Serbie-et-Monténégro) et les zones protégées de Croatie et les zones de Bosnie-Herzégovine sous le contrôle des Serbes de Bosnie. À cet égard, le Conseil a envisagé l'éventuel déploiement d'observateurs autour des frontières de la Bosnie-Herzégovine, comme indiqué dans la résolution 787 (1992).
La résolution a également noté la décision de la république fédérale de Yougoslavie (Serbie-et-Monténégro) d'interdire tout approvisionnement, sauf humanitaire, aux paramilitaires serbes de Bosnie et le Conseil a exhorté le pays à mettre en œuvre cet engagement. Le plan de paix Vance-Owen a été recommandé comme règlement pacifique du conflit dans la région.
Le secrétaire général Boutros Boutros-Ghali a été prié de faire rapport au Conseil de sécurité sur les options de déploiement d'observateurs internationaux pour surveiller les frontières de la Bosnie-Herzégovine, en priorité sa frontière avec la république fédérale de Yougoslavie (Serbie-et-Monténégro). Il lui a été demandé de contacter les États membres afin de garantir la disponibilité de tout matériel provenant de la surveillance aérienne.

## Voir également
- Génocide bosniaque
- Guerre de Bosnie-Herzégovine
- Dislocation de la Yougoslavie
- Guerre de Croatie
- Guerres de Yougoslavie